# Skoruśniak (Żółta Turnia)

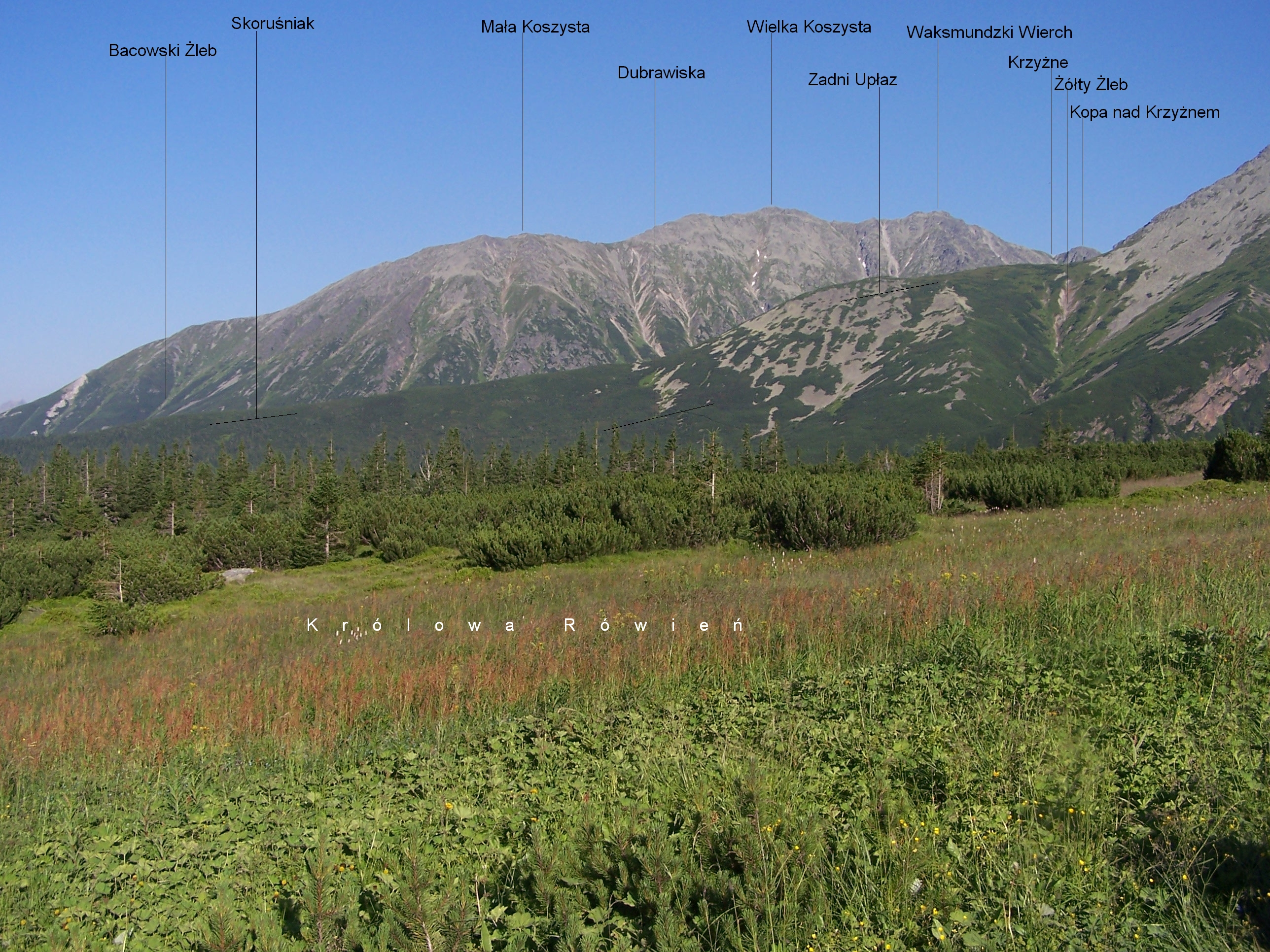
Widok z Królowej Równi

Skoruśniak – długi grzbiet będący północnym zakończeniem grzbietu Żółtej Turni w polskich Tatrach Wysokich. Na Zadnim Upłazie grzbiet Żółtej Turni dzieli się na dwa ramiona. Orograficznie lewe ramię to Skoruśniak, prawe – grzbiet Łasicowej Czubki (Jasicowej Czubki). Doliną między nimi spływa potok Jasicowa Woda.
Skoruśniak ma długość około 2 km. Tworzy wschodnie obramowanie Doliny Suchej Wody. Opada od wysokości około 1600 do 1250 m w widły Suchej Wody Gąsienicowej i Pańszczyckiego Potoku. U jego północno-wschodnich podnóży znajduje się Wielka Pańszczycka Młaka.
Skoruśniak to nazwa spotykana w wielu miejscach w Tatrach. Pochodzi od podhalańskiego i spiskiego słowa skorusza (skorusa) oznaczającego jarzębinę.
Jest całkowicie porośnięty bujnym lasem świerkowym. Nie prowadzą przez niego żadne szlaki turystyczne, nie chodzą nim także taternicy. Na mapach zachowały się jeszcze na Skoruśniaku nazwy miejsc, które dawniej dla miejscowej ludności miały określone znaczenie praktyczne: Stary Bór, Strzelecka Koleba, Wyżnia Polana Pańszczycka, Wyżnia Sztolnia, Niżnia Sztolnia. Obecnie są to już nazwy tylko historyczne.